# 카디프 메트로폴리탄 대학교
카디프 메트로폴리탄 대학교(Cardiff Metropolitan University)는 영국 웨일스 사우스글러모건 주 카디프에 있는 3년제 국립 대학교이며 1865년에 첫 개교되었다.

## 학교 동문

### 저명한 동문
- 크리스 핼럼 (영국 웨일스에서 출생한 잉글랜드 남성 카 레이서.)